# Charlotte Reinhardt

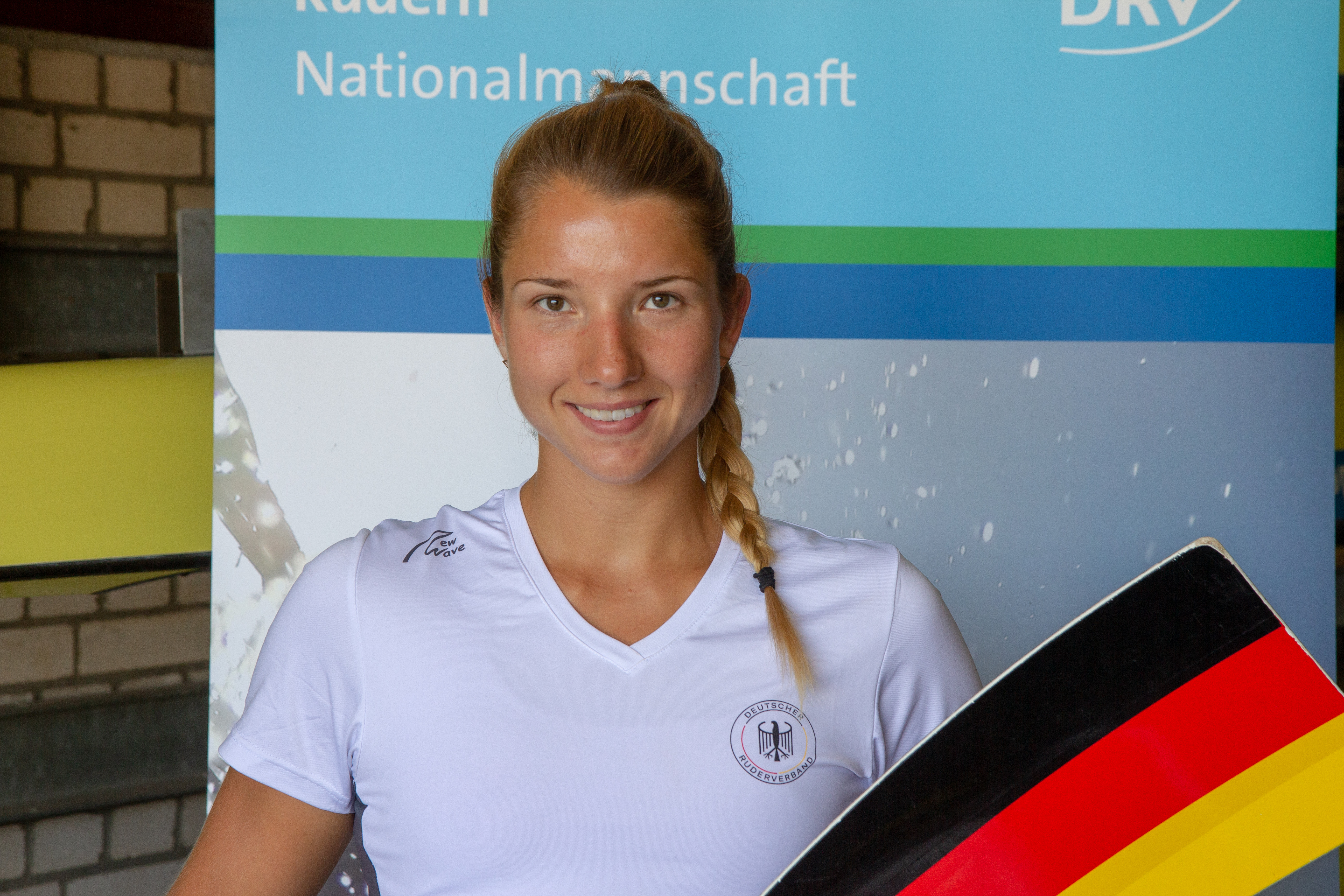
Charlotte Reinhardt (2018)

Charlotte Reinhardt (* 25. November 1993 in Dortmund) ist eine deutsche Ruderin. Ihr größter Erfolg war der Europameistertitel im Doppelvierer 2017.

## Leben
Charlotte Reinhardt nahm 2012 im Vierer ohne Steuerfrau an den U23-Weltmeisterschaften teil und belegte den siebten Platz. Im Jahr darauf gewann sie mit dem Achter die Bronzemedaille bei den U23-Weltmeisterschaften. 
2014 rückte Charlotte Reinhardt in den deutschen Frauenachter auf. Bei den Europameisterschaften 2014 in Belgrad gewann der deutsche Achter die Bronzemedaille hinter den Rumäninnen und den Britinnen. Nachdem der Achter im Ruder-Weltcup einmal den fünften und einmal den vierten Platz belegt hatte, erreichte er bei den Weltmeisterschaften 2014 den siebten Platz. 2015 folgte der vierte Platz bei den Europameisterschaften und der zehnte Platz bei den Weltmeisterschaften. Im Frühjahr 2016 belegte der Achter den fünften Platz bei den Europameisterschaften in Brandenburg an der Havel und bei der letzten Qualifikationsregatta für die Olympischen Spiele. Bei der letzten Weltcup-Regatta 2016 siegte Reinhardt zusammen mit Alexandra Höffgen, Melanie Hansen und Lea-Kathleen Kühne im Vierer ohne Steuerfrau. Zwei Monate später bei den Weltmeisterschaften 2016 in den nichtolympischen Bootsklassen siegte der Vierer aus dem Vereinigten Königreich vor dem Boot aus den Vereinigten Staaten, dahinter erkämpften Melanie Hansen, Ronja Schütte, Charlotte Reinhardt und Lea-Kathleen Kühne die Bronzemedaille.
2017 wechselte Reinhardt in den Doppelvierer. Bei den Europameisterschaften in Račice u Štětí siegte sie zusammen mit Daniela Schultze, Frauke Hundeling und Frieda Hämmerling. In der gleichen Besetzung belegte die Crew den vierten Platz bei den Weltmeisterschaften 2017. 2018 trat Charlotte Reinhardt im Weltcup zweimal mit dem Doppelvierer an, bei den Weltmeisterschaften war sie nicht mehr im Boot.
Bei Deutschen Meisterschaften gewann die Ruderin vom Ruderverein Dorsten 2012 zusammen mit Cathrin Crämer den Titel im Zweier ohne Steuerfrau, allerdings in einem Rennen ohne Gegnerinnen.